# HD 79807
HD 79807，又名CD-37 5578，SAO 200152、HR 3677，是一颗恒星，视星等为5.86，位于銀經262.55，銀緯7.76，其B1900.0坐标为赤經9h 10m 57.8s，赤緯-37° 7.76′ 12″。